# Monodissidência
Monodissidência, plurissexualidades, multissexualidades ou não monossexualidade, são termos guarda-chuva para orientações sexuais que indicam atração por mais de um gênero. Embora alguns usem a bissexualidade ou a polissexualidade para denotar o mesmo significado, nem todo plurissexual se reconhece como membro da comunidade bissexual ou polissexual, como é o caso de pansexuais e omnissexuais.
O termo multissexual já foi usado para descrever diversidade sexual multicultural.
Usam-se também os termos pluriafetividade, pluriafetivo(a), multiafetividade e multiafetivo, podendo conotar afetividade entre mais de duas pessoas, como no poliamor, palavra para relações poliafetivas (poliafetividade). Mas o sufixo afetivo pode ser relacionado a romanticidade, como sinônimo de multirromanticidade ou plurirromanticidade. Nem todo plurissexual é plurirromântico, podem ter qualquer orientação romântica, ou serem arromânticos, por exemplo.
Por não serem monossexuais ou monorromânticos, monodissidentes podem sofrer preconceitos como monossexismo.
A palavra dissidência é mais usada na América Latina e Caribe para diversidade e movimentos de reivindicações identitárias, como forma de resistência ao heteropatriarcado. Palavras como cisdissidentes e heterodissidentes são usadas por ativistas.
Os termos mais conhecidos e amplamente utilizados para descrever a atração por múltiplos gêneros são bissexualidade, que seria a atração por dois ou mais gêneros, e pansexualidade, atração por pessoas independentemente de seu gênero. Bissexualidade e pansexualidade são conceitos mais estabelecidos e compreendidos dentro da comunidade LGBT e entre o público em geral.
Um dos primeiros registros da multissexualidade data a década de 1970.
O uso de termos além das orientações típicas dão a liberdade de não se restringir a binários, dualidades, dicotomias ou até mesmo rótulos de forma geral. Palavras como trissexual e quadrissexual surgem, às vezes, em contextos humorísticos ou lúdicos.